# غريتشين ألبرشت
غريتشين ألبرشت (بالإنجليزية: Gretchen Albrecht)‏ هي رسامة نيوزيلندية، ولدت في 1943 في ونهونغة ‏ في نيوزيلندا.